# Jelcz PR110E

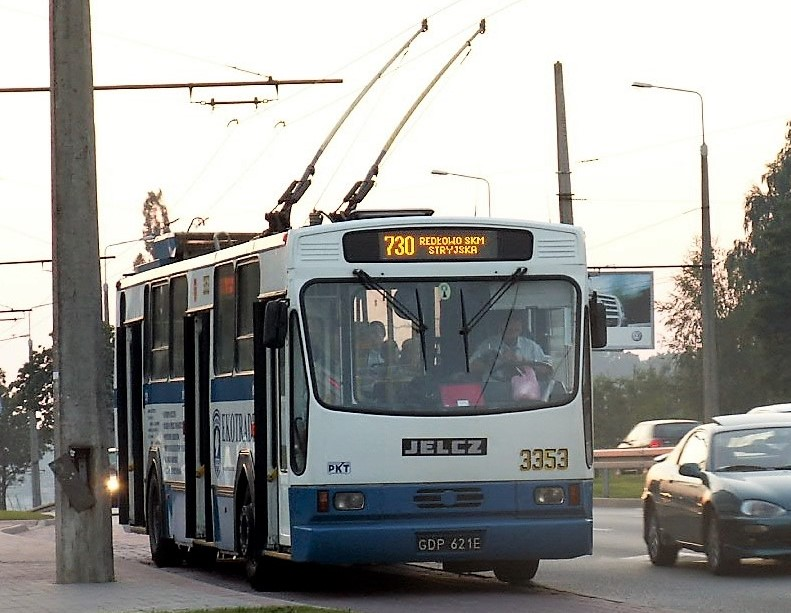
Modernizovaný trolejbus PR110E v Gdyni

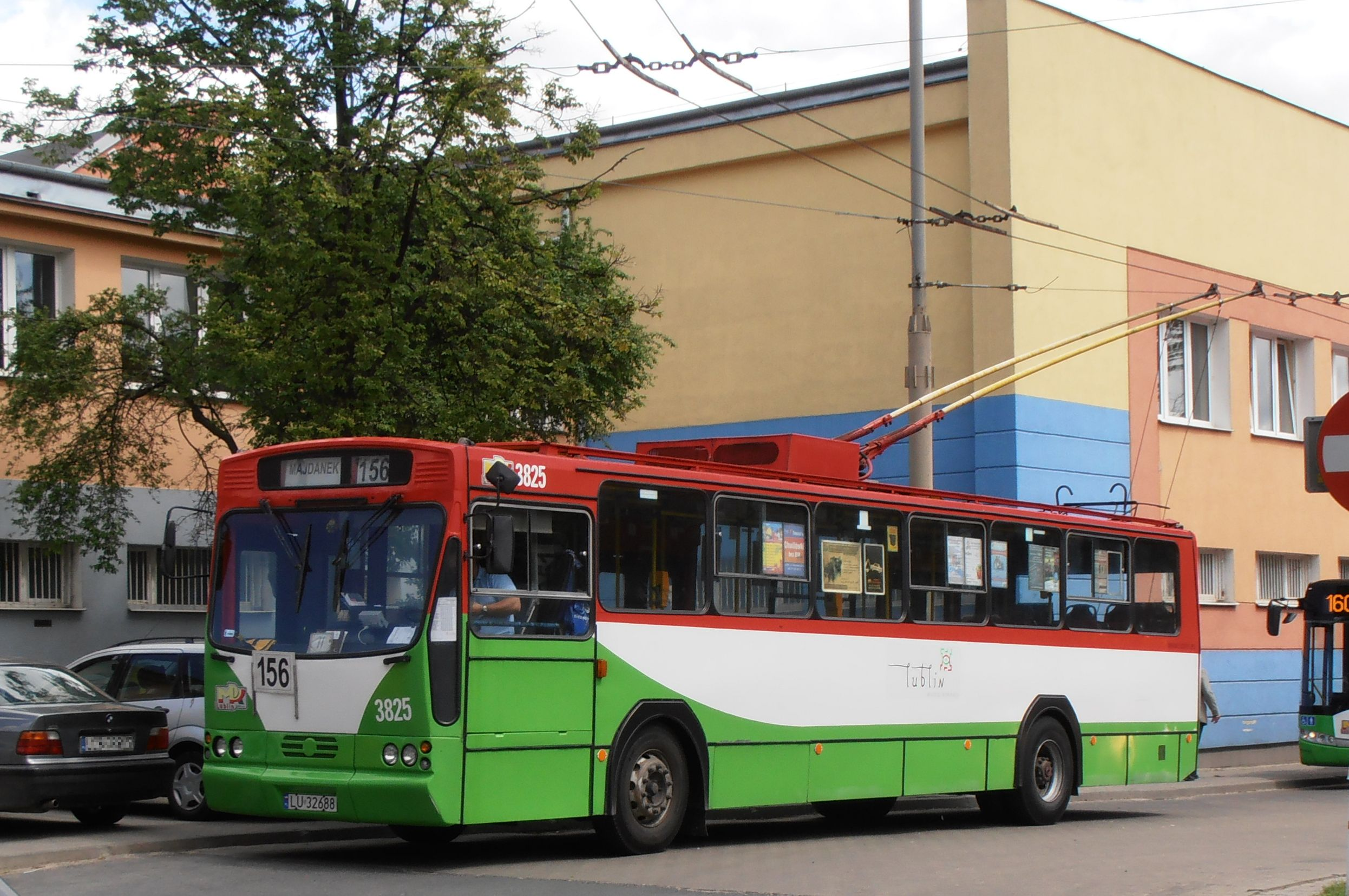
Lublinský trolejbus PR110E s novým čelem

Jelcz PR110E je polský trolejbus vyráběný v letech 1980 až 1992 podnikem Jelcz.

## Historie
Na počátku 70. let se vláda Polské lidové republiky rozhodla modernizovat vozový park městské hromadné dopravy. Z tohoto důvodu již v letech 1970–1972 byly ve varšavských ulicích zahájeny zkoušky různých autobusů: maďarského Ikarus 242, západoněmeckého Magirus-Deutz M170-S11H, francouzského Berliet PR100, italského FIAT 420A, britsko-dánského Leyland Lidrt 12/4 Worldmaster, španělského Pegaso 5023, japonského Hino RC620 a československého Karosa ŠM 11. Vítězem se stal Berliet PR100. Od začátku byl tento model považován za přechodný, protože kvůli větším přepravním potřebám bylo plánováno jeho rozšíření přidáním další dvojice dveří. Nový Jelcz PR110 byl dvanáctimetrovým autobusem s třemi dveřmi. Polovina těchto vozů byla vyrobena z francouzských dílů.
V 70. letech začala polská města rušit trolejbusové sítě. V roce 1975 zůstaly v provozu pouze sítě v Gdyni a v Lublinu. Přes tento trend se v Gdyni nadále rozvíjela trolejbusová doprava. V roce 1976 byl vytvořen prototyp polského trolejbusu nasazením elektrické vyzbroje československé Škoda 9Tr do autobusu Jelcz PR 110U. V roce 1977 byl ve Varšavě postaven prototyp trolejbusu Jelcz PR100E na základě autobusu Jelcz PR100.
Myšlenka přestavby autobusu Jelcz PR110U na trolejbus se vrátila v roce 1979 z iniciativy podniku WPK Gdańsk-Gdynia. Elektrická výzbroj pocházela z trolejbusu Škoda 9Tr.
Přestavba autobusů na trolejbusy začala v roce 1980. V první sérii bylo vyrobeno 20 trolejbusů, které byly poté testovány v provozu na ulicích v Gdyni a v Lublinu. Po zkouškách došlo k úpravám v elektrické a mechanické části vozů. Sériová výroba ale nebyla zahájena.
V 80. letech byly v Tychách (1982), Varšavě (1983) a v Słupsku (1985) zprovozněny nové trolejbusové sítě. Výsledkem byla zvýšená poptávka po nových trolejbusech. To nepřesvědčilo vedení společnosti Jelcz, aby zahájila sériovou výrobu.
Jelcz však projekt nezrušil úplně a nabídl autobusové karoserie bez pohonu, které byly připraveny na montáž elektrické vyzbroje. V letech 1986–1992 byla vyrobena druhá řada trolejbusů Jelcz PR110E, avšak s elektrickou výzbrojí vyráběnou gdaňskou firmou Elmor. Konečná montáž vozů se konala v slupské firmě Kapena.
V roce 1992 byla zahájena produkce modernizované verze Jelcz 120MT.

## Konstrukce
PR110E je dvounápravový trolejbus. Celokovová vozová skříň byla zvnějšku oplechovaná, v interiéru byla obložena překližkou. Výstup a nástup cestujících zajišťovaly troje dvoukřídlé skládací dveře na pravém boku karoserie. Sedadla pro cestující jsou uspořádána příčně a jsou polstrovaná – vyplněná pěnovou pryží a pokrytá potahy z umělé hmoty. 
Pohon trolejbusu zajišťoval jeden trakční motor Elmor DK210A3P. Ve vozech PR110E byla použita odporová elektrická výzbroj, která ale nebyla příliš hospodárná. Na začátku 80. let byla vyvinuta nová, úspornější tyristorová výzbroj, která byla od roku 1983 vyráběna sériově (trolejbusy s označením Jelcz PR110T).

## Rekonstrukce a modernizace
V některých trolejbusech v Gdyni, Lublinu a v Tychách byla dosazena nová čela, která již v sobě mají zabudovaná tabla informačního systému.

## Dodávky trolejbusů
| Současný stát | Město   | Článek | Roky dodávek | Počet vozů | Evidenční čísla při dodání | Poznámky | Zdroj  |
| ------------- | ------- | ------ | ------------ | ---------- | -------------------------- | -------- | ------ |
| Polsko        | Dębica  | článek | 1987         | 10         | 1–10                       |          | [ 14 ] |
| Polsko        | Gdyně   | článek | 1980–1982    | 20         | 10104–10123                |          | [ 15 ] |
| Polsko        | Lublin  | článek | 1988–1992    | 32         |                            |          | [ 16 ] |
| Polsko        | Słupsk  | článek | 1986–1987    | 15         | 624–633, 641–646           |          | [ 17 ] |
| Polsko        | Tychy   | článek |              |            |                            |          |        |
| Polsko        | Varšava | článek | 1989–1991    | 20         | viz přehled                |          | [ 18 ] |

Čísla vozů
- Varšava: T001, T003, T004, T006, T007, T008, T009, T012, T015, T017, T021, T022, T024, T025, T027, T028, T032, T034, T037, T038.

Výčet měst, kam byly dodány nové vozy Jelcz PR110E, zřejmě není kompletní. Taktéž nejsou uvedena města, kam se trolejbusy Jelcz PR110E dostaly až jako ojeté.